# USS Cross (DE-448)
USS Cross (DE-448) là một tàu hộ tống khu trục lớp John C. Butler từng phục vụ cùng Hải quân Hoa Kỳ trong Chiến tranh Thế giới thứ hai. Nó là chiếc tàu chiến duy nhất của Hải quân Hoa Kỳ được đặt cái tên này, theo tên Trung úy Hải quân Frederick Gushing Cross, Jr. (1917–1943), phi công từng phục vụ cùng một liên đội ném bom tại Căn cứ Không lực Hải quân DeLand, Florida, đã tử trận khi tấn công một tàu ngầm đối phương vào ngày 7 tháng 8, 1943 và được truy tặng Huân chương Chữ thập Hải quân. Nó đã phục vụ trong suốt Thế chiến II, được cho ngừng hoạt động sau khi xung đột chấm dứt vào năm 1946, rồi được huy động trở lại để tiếp tục phục vụ trong giai đoạn Chiến tranh Lạnh từ năm 1951 đến năm 1958. Con tàu cuối cùng bị bán để tháo dỡ vào năm 1968. Cross được tặng thưởng một Ngôi sao Chiến trận do thành tích phục vụ trong Thế Chiến II.

## Thiết kế và chế tạo
Lớp John C. Butler được thiết kế nhằm đáp ứng nhu cầu một số lượng lớn nhưng rẻ tiền của một kiểu tàu hộ tống chống tàu ngầm để hộ tống các đoàn tàu vận tải vượt đại dương. Chúng có chiều dài chung 306 foot (93,3 m), mạn tàu rộng 36 foot 10 inch (11,2 m) và mớn nước 13 foot 4 inch (4,1 m), trọng lượng choán nước tiêu chuẩn 1.350 tấn Anh (1.372 t), và lên đến 1.745 tấn Anh (1.773 t) khi đầy tải, với một thủy thủ đoàn bao gồm 14 sĩ quan và 201 thủy thủ. Con tàu được vận hành bởi hai turbine hơi nước hộp số Westinghouse; hơi nước được cung cấp bởi hai nồi hơi "D" Express, tạo ra công suất 12.000 mã lực càng (8.900 kW) và cho phép đạt được tốc độ tối đa 24 hải lý trên giờ (44 km/h; 28 mph). Nó có tầm hoạt động 6.000 hải lý (11.000 km; 6.900 mi) ở tốc độ đường trường 12 hải lý trên giờ (22 km/h; 14 mph).
Dàn vũ khí chính bao gồm hai tháp pháo 5-inch/38 caliber đa dụng nòng đơn, được dẫn đường bởi hệ thống điều khiển hỏa lực Mark 51; vũ khí phòng không gồm hai khẩu đội Bofors 40 mm L/60 nòng đôi và mười khẩu Oerlikon 20 mm nòng đơn cũng được dẫn đường bởi hệ thống Mark 51. Ngoài ba ống phóng ngư lôi 21 inch (533 mm), vũ khí chống ngầm bao gồm hai đường ray thả mìn sâu, tám máy phóng mìn sâu K-gun cùng một dàn súng cối chống ngầm Hedgehog. Con tàu được trang bị sonar kiểu QC, radar dò tìm mặt biển SL và radar dò tìm không trung SA.
Cross được đặt lườn tại xưởng tàu của hãng Federal Shipbuilding and Dry Dock Company ở Newark, New Jersey vào ngày 19 tháng 3, 1944. Nó được hạ thủy vào ngày 4 tháng 7, 1944, được đỡ đầu bởi bà D. F. Cross, mẹ của Trung úy Cross, và được cho nhập biên chế cùng Hải quân Hoa Kỳ vào ngày 8 tháng 1, 1945 dưới quyền chỉ huy của Hạm trưởng, Đại úy Hải quân Herbert Lucien Minshall Jr.

## Lịch sử hoạt động
Sau khi hoàn tất việc chạy thử máy huấn luyện tại khu vực Bermuda và sửa chữa sau chạy thử máy, Cross chuẩn bị để được điều động sang khu vực Mặt trận Thái Bình Dương. Nó khởi hành từ New York vào ngày 22 tháng 3, 1945, băng qua kênh đào Panama và ghé đến San Diego, California trước khi đi đến Trân Châu Cảng. Nó tiếp tục được huấn luyện tại khu vực Hawaii trước khi lên đường vào ngày 8 tháng 5 để hộ tống một đoàn tàu vận tải đi sang Ulithi.
Từ ngày 29 tháng 5, Cross đảm nhiệm vai trò hộ tống vận tải giữa Ulithi và Okinawa, và vẫn đang hoạt động tại khu vực này khi Nhật Bản chấp nhận đầu hàng vào ngày 15 tháng 8, giúp chấm dứt vĩnh viễn cuộc xung đột. Sau khi được sửa chữa tại Okinawa, nó quay trở về Hoa Kỳ, về đến San Diego và tiếp tục đi sang Boston, Massachusetts tại vùng bờ Đông. Con tàu được đưa về Hạm đội Dự bị Đại Tây Dương tại Green Cove Springs, Florida, và được cho xuất biên chế vào ngày 14 tháng 6, 1946.
Sau khi cuộc Chiến tranh Triều Tiên bùng nổ vào tháng 6, 1950, Cross được cho tái biên chế trở lại vào ngày 6 tháng 6, 1951 và được điều về Quân khu Hải quân 1 để hoạt động như một tàu huấn luyện cho nhân sự Hải quân Dự bị Hoa Kỳ ở khu vực New England. Con tàu lại được đưa về thành phần dự bị vào ngày 2 tháng 1, 1958, rồi rút tên khỏi danh sách Đăng bạ Hải quân vào ngày 1 tháng 7, 1966, và cuối cùng bị bán để tháo dỡ vào ngày 5 tháng 3, 1968.

## Phần thưởng
Cross được tặng thưởng một Ngôi sao Chiến trận do thành tích phục vụ trong Thế Chiến II.
|             |  |  |
| Bronze star |  |  |

| Huân chương Chiến dịch Hoa Kỳ                                           |                                      |                                       |
| Huân chương Chiến dịch Châu Á-Thái Bình Dương với 1 Ngôi sao Chiến trận | Huân chương Chiến thắng Thế Chiến II | Huân chương Phục vụ Phòng vệ Quốc gia |